# Ska du komma loss?
Ska du komma loss? är ett studioalbum av det svenska dansbandet Wizex, utgivet år 1985.

## Låtlista[3]

### Sida A
| Nr | Titel                                      | Låtskrivare                                            | Längd |
| -- | ------------------------------------------ | ------------------------------------------------------ | ----- |
| 1. | "Vår kärlek är het" ("I Won't Let You Go") | Agnetha Fältskog, Eric Stewart, Ingela "Pling" Forsman | ?     |
| 2. | "Åh va' jag ih va' jag oh va' jag vill"    | Kai Normann-Andersen, Danne Stråhed                    | ?     |
| 3. | "Telephone" ("Telefonkärleksaffär")        | Grieg Mathiesen, Trevor Veitch, Danne Stråhed          | ?     |
| 4. | "Blommiga maj" ("Baby My Love")            | M. Hansson D'alessandro, Danne Stråhed                 | ?     |
| 5. | "Om jag lyssnar"                           | De angelis, Monica Forsberg                            | ?     |
| 6. | "Ett litet under" ("Sweet and Dandy")      | Frederick Hibbert, Ronny Åström                        | ?     |

### Sida B
| Nr  | Titel                                              | Låtskrivare                                     | Längd |
| --- | -------------------------------------------------- | ----------------------------------------------- | ----- |
| 7.  | "Ska du komma loss?" "(Ved du hva' du sku)"        | John Hatting, Danne Stråhed                     | ?     |
| 8.  | "Säg att du vill ha mig" ("Si' at du ka' li' mig") | Dennis Dehnhardt, Poul Dehnhardt, Danne Stråhed | ?     |
| 9.  | "En gång" ("Drei Jahre lang")                      | Harald Steinhauer, Danne Stråhed                | ?     |
| 10. | "Jag har sol i min stämma"                         | Henri Saffer, Danne Stråhed                     | ?     |
| 11. | "Mer och mer" ("Mer' og mer'")                     | Ivan Pedersen, Danne Stråhed                    | ?     |
| 12. | "Leva ett liv"                                     | Henri Saffer, Danne Stråhed                     | ?     |

### Fotnoter
1. ↑  ”Svensk mediedatabas”. http://smdb.kb.se/catalog/id/001890186. Läst 21 april 2011.
2. ↑  ”Svensk mediedatabas”. http://smdb.kb.se/catalog/id/001462920. Läst 21 april 2011.
3. ↑  ”Discogs”. http://www.discogs.com/Wizex-Ska-Du-Komma-Loss/release/2791030. Läst 21 april 2011.